# Sun Yue
Sun Yue (孙悦S, Sūn YuèP; Cangzhou, 6 novembre 1985) è un ex cestista cinese, professionista nella NBA.

## Carriera nella NBA
Selezionato nel draft NBA 2007 dai Los Angeles Lakers come 40ª scelta rimane un altro anno in patria per poi trasferirsi negli USA. Il 7 dicembre 2008 fa il suo debutto nella NBA.
Il 6 marzo 2009 viene trasferito nella squadra dei Los Angeles D-Fenders nella NBDL.
Doveva prendere parte alla summer league 2009 ma per motivi contrattuali con la Federazione Asiatica che deve giocare il campionato continentale, non ha potuto partecipare a questa competizione.
Il 31 luglio è stato svincolato dai Lakers.

## Record nella NBA
| Punti | 3 punti segnati | rimbalzi offensivi | rimbalzi difensivi | rimbalzi totali | assist | palle recuperate | stoppate | minuti giocati |
| 4     | nessuno         | nessuno            | nessuno            | nessuno         | 2      | 1                | 1        | 7              |

## Statistiche

### NBA

#### Regular Season
| Anno       | Squadra     | PG | PT | MP  | TC%  | 3P% | TL% | RP  | AP  | PRP | SP  | PP  |
| ---------- | ----------- | -- | -- | --- | ---- | --- | --- | --- | --- | --- | --- | --- |
| 2008-2009† | L.A. Lakers | 10 | 0  | 2,8 | 27,3 | 0,0 | -   | 0,0 | 0,2 | 0,1 | 0,1 | 0,6 |
| Carriera   | Carriera    | 10 | 0  | 2,8 | 27,3 | 0,0 | -   | 0,0 | 0,2 | 0,1 | 0,1 | 0,6 |

## Palmarès
- Campionato NBA: 1

Los Angeles Lakers: 2009
- All-ABA Second Team (2006)